# ヘキサフルオロリン酸トリフェニルカルベニウム
ヘキサフルオロリン酸トリフェニルカルベニウムは化学式C19H15F6Pもしくは[(C6H5)3C]+[PF6]−で表される有機塩であり、トリフェニルカルベニウムカチオン[(C6H5)3C]+とヘキサフルオロリン酸アニオン[PF6]−からなる。陽イオン側はトリフェニルメチルカチオン、トリチルカチオン、トリチリウムとも呼ばれる。
ヘキサフルオロリン酸トリフェニルカルベニウムは茶色の粉末であり、容易に加水分解してトリフェニルメタノールに変化する。有機合成において触媒や反応剤として用いられる。

## 調製
ヘキサフルオロリン酸トリフェニルメチルは、ヘキサフルオロリン酸銀と塩化トリフェニルメチルの反応により調製できる。
AgPF6  + (C6H5)3CCl   →  [(C6H5)3C]+[PF6]-  +  AgCl
トリフェニルメタノールのプロトン分解によっても調製することができる。
HPF6  + (C6H5)3COH   →  [(C6H5)3C]+[PF6]-  +  H2O

## 構造と反応性
ヘキサフルオロリン酸トリフェニルメチルは、合成法で示したプロトン分解の逆反応により容易に加水分解を受ける。
[(C6H5)3C]+[PF6]-  +  H2O  →  (C6H5)3COH  +  HPF6
ヘキサフルオロリン酸トリフェニルカルベニウムは、有機化合物からのヒドリド（H−)引き抜きに用いられる。金属アルケンおよびジエン錯体の処理により、それぞれアリルおよびペンタジエニル錯体を生成することができます。
過塩素酸トリフェニルカルベニウムは、ヘキサフルオロリン酸トリフェニルカルベニウムの一般的な代替品である。 しかし、過塩素酸塩は他の有機過塩素酸塩と同様に爆発性があるため、あまり広くは用いられていない。 